# Pawłowka (rejon kurczatowski)
Pawłowka (ros. Павловка) – wieś (ros. деревня, trb. dieriewnia) w zachodniej Rosji, w sielsowiecie kołpakowskim (rejon kurczatowski w obwodzie kurskim).

## Geografia
Miejscowość położona jest nad rzeką Bobrik, 2,5 km od centrum administracyjnego sielsowietu kołpakowskiego (Nowosiergiejewka), 18 km od centrum administracyjnego rejonu (Kurczatow), 52 km od Kurska.

## Demografia
W 2010 r. miejscowość zamieszkiwało 27 osób.